# Cross site scripting
Cross site scripting, XSS, är ett datorrelaterat säkerhetsproblem. XSS-säkerhetsbrister kan exempelvis användas till att kapa inloggningar genom att stjäla webbkakor eller för att modifiera en webbsidas utseende och funktionalitet.
Ett exempel på hur XSS kan modifiera en sidas utseende vore om ett fält där det är meningen att text ska skrivas inte är skyddat mot HTML-kod. Då kan användaren lägga in stora bilder eller ramar som tar upp plats och förstör utseendet på sidan. Även länkar till skadliga sidor kan då planteras där.
XSS kan också användas för att stjäla information från andra användare. Exempelvis kan vi tänka oss en webbplats där man kan skicka meddelanden till varandra. Om sajten inte är skyddad mot XSS så kan användaren X skicka ett meddelande till användare Y och få honom att klicka på en länk som via javascript automatiskt skickar hemlig information om användaren Y till användaren X. Med den informationen kan exempelvis användare X logga in som användare Y.